# Renée Asherson
Renée Asherson, ou Renee Asherson, ou Rene Asherson, née le 19 mai 1915 et morte le 30 octobre 2014, est une actrice britannique de théâtre, de cinéma et de télévision. Elle s'est fait connaître pour son rôle de Princesse Catherine dans Henry V de Laurence Olivier et pour avoir été le partenaire de Dirk Bogarde dans le rôle de Pat Gibbon dans Once a Jolly Swagman (en). Elle travailla surtout dans l'œuvre shakespearienne.

## Vie privée

### Jeunesse
Elle est née Dorothy Renée Ascherson dans le quartier de Kensington, à Londres en Angleterre, de parents juifs : Charles Stephen Ascherson et Dorothy Lilian Ascherson (née Wiseman, d'origine germanique,). Elle a grandi dans le quartier londonien de Gerrards Cross, puis en Suisse et en Anjou. Plus tard, elle fera ses études à la prestigieuse Webber Douglas Academy of Dramatic Art, de Londres.

### Famille
Neal Ascherson est le neveu de Renée Asherson. Elle a survécu a toute sa parenté.

### Mariage
Elle fut mariée à l'acteur Robert Donat (un partenaire fréquent au cinéma) de 1953 à 1958. Ils se sont rencontrés lors du tournage de La Boîte magique. Séparés depuis 1956, ils ont dû se réconcilier au moment de la mort prématurée à Londres de celui-ci le 9 juin 1958 à l'âge de 53 ans. Ils n'ont eu aucun enfant.

## Vie professionnelle

### Théâtre
Elle faisait sa première apparition le 17 octobre 1935 en tant que figurante dans la légendaire production Roméo et Juliette dirigée et jouée par John Gielgud (celui-ci jouait en alternance les rôles de Mercutio et de Roméo), mais elle a également été la deuxième doublure de Juliette Capulet. De 1937 à 1938, elle est un membre de la compagnie Birmingham Repertory Theatre (ou Le Rep) (en) pendant dix-huit mois. En mai 1940, elle apparaît au Théâtre Old Vic où elle interprète Iris dans La Tempête de William Shakespeare. Pour la même compagnie théâtrale, elle part en tournée de 1940 à 1941 dans les rôles de Kate Hardcastle dans Elle s'abaisse pour vaincre (en) d'Oliver Goldsmith et trois pièces de William Shakespeare: Maria dans La Nuit des rois, Nerissa dans Le Marchand de Venise et Blanche de Castille dans La Vie et la Mort du Roi Jean. En juillet 1941, elle joue encore Blanche au Noël Coward Theatre (ou Albery Theatre ou New Theatre) (en) avant de reprendre sa tournée avec la compagnie du Théâtre Old Vic.
En 1942, elle poursuit son travail dans des pièces shakespeariennes dans trois théâtres: le Théâtre Noël Coward (en), le Liverpool Playhouse (en), et le Théâtre Westminster (en) (aujourd'hui le Théâtre St. James de Londres (en)). L'année suivante, elle apparaît dans deux rôles non-shakespeariens: Henriette Duquesnoy dans The Mask of Virtue (titre original: Die Marquise von Arcis, 1918) de Carl Sternheim au Théâtre Mercury (en) et Rose dans Lottie Dundass d'Enid Bagnold au Vaudeville Theatre (en). Pour la saison 1947-1948, elle retourne au Théâtre Noël Coward (en) en apparaissant dans des rôles shakespeariens tels que Bianca dans La Mégère apprivoisée et La Reine dans Richard II, puis Marya Antonovna (la fille du gouverneur) dans Le Revizor (The Government Inspector) de Nikolaï Gogol. Renée Asherson a continué à apparaître au théâtre comme le Apollo Theatre et le Criterion Theatre en 1956, le Théatre St Martin (en) en 1962, le Savoy Theatre en 1963 et 1977 et le York Theatre Royal en 1973 et 1976.

### Film
Sa première apparition au cinéma date de 1944 dans le rôle de Marjorie Gillingham aux côtés de David Niven dans L'Héroïque Parade de Carol Reed, un film se passant pendant la Seconde Guerre mondiale. Lors de son deuxième film, son expérience en tant que comédienne shakespearienne lui permet de donner la réplique dans le rôle de la princesse Catherine dans Henry v réalisé par Laurence Olivier. En 1945, Asherson a joué Iris Winterton dans Le Chemin des étoiles d'Anthony Asquith (avec Michael Redgrave et John Mills). En 1951, elle apparaît dans La Boîte magique de John Boulting avec Robert Donat. En 1973, Asherson jouait dans le film d'horreur Théâtre de sang de Douglas Hickox (Brannigan, L'Ultime Attaque), avec Vincent Price (L'Homme au masque de cire, Edward aux mains d'argent) et Diana Rigg (Au service secret de Sa Majesté, Chapeau melon et bottes de cuir). À 84 ans, on la retrouvait sur grand-écran dans Grey Owl, celui qui rêvait d'être indien de Richard Attenborough. Son dernier rôle, deux ans plus tard, une Vieille Dame dans Les Autres de Alejandro Amenábar, drame angoissant aux côtés de Nicole Kidman, Fionnula Flanagan ou Christopher Eccleston, entre autres. Renée Asherson a donc côtoyé les plus grands en 57 ans de carrière cinématographique.

### Télévision
Renée Asherson a également eu une vaste carrière en télévision. Sa première apparition télévisée était dans le rôle de Sybil dans Smiling at Grief, téléfilm romantique de 1939. En 1952, elle a dépeint la Reine Victoria dans la série dramatique de la BBC: Happy and Glorious. La diffusion de ce téléfilm et de cette série n'a été faite qu'au Royaume-Uni.
De 1953 à 1956, elle est apparue dans différents rôles pour cinq épisodes de Douglas Fairbanks, Jr., Presents dont la diffusion a été faite aux États-Unis. Un seul épisode a été diffusé au Royaume-Uni.
En 1978, elle jouait Mother Ancilla dans les épisodes courts de Quiet as a Nun pendant la deuxième saison du programme à suspens Armchair Thriller (diffusé au Royaume-Uni). En 1980 elle est interviewée pour The British Greats pour sa relation avec Robert Donat (diffusé au Royaume-Uni). En 1981, elle jouait le rôle de Sylvia Ashburton pour 8 épisodes dans la première saison de Tenko,. En 1985, elle a joué Dora Bunner “Bunny” dans Un meurtre sera commis le..., troisième épisode de la série télévisée Miss Marple (de 1984), mettant en vedette Joan Hickson et Ursula Howells. En 1997, elle joue Emily Simpson dans Meurtres à Badger's Drift, épisode pilote (approximativement 20 minutes plus long que les autres épisodes) de la série policière Inspecteur Barnaby. L'année de diffusion originale du pilote est 1997,.

## Filmographie
- 1944 : L'Héroïque Parade (The Way ahead) de Carol Reed : Marjorie Gillingham
- 1944 : Henry v (The Chronicle history of King Henry the Fift with his battell at Agincourt in France) de Laurence Olivier : Princesse Katherine
- 1945 : Le Chemin des étoiles (The Way to the Stars) de Anthony Asquith : Iris Winterton
- 1951 : Les Trafiquants du Dunbar (Pool of London : Sally
- 1951 : La Boîte magique[2] de John Boulting : Miss Tagg
- 1966 : Raspoutine, le moine fou (Rasputin: The Mad Monk) de Don Sharp : La Tsarine
- 1973 : Théâtre de sang (Theater of Blood) de Douglas Hickox : Madame Maxwell
- 1976 : Clayhanger (série télévisée) : Miss Gaily
- 1980 : Flesh and Blood (série télévisée) : Jean Brassington
- 1997 : Inspecteur Barnaby (série télévisée) : Emily Simpson[12]
- 2001 : Les Autres : La vieille dame médium